# South Monrovia Island
South Monrovia Island est une census-designated place située dans le comté de Los Angeles, dans l’État de Californie, aux États-Unis. Sa population s’élevait à 6 777 habitants lors du recensement de 2010.

## Source
- (en) Cet article est partiellement ou en totalité issu de l’article de Wikipédia en anglais intitulé « South Monrovia Island, California » (voir la liste des auteurs).